# Априлці (община)
Априлці (болг. община Априлци) — община в області Ловеч, Болгарія. Населення складає 3 601 осіб (станом на 21.07.05).

## Політика
Кмет (мер) общини Априлці — Младен Максимов Пелов (коаліція, до складу якої входять 3 партії: Демократи за сильну Болгарію (ДСБ), Національний рух «Симеон Другий» (НРСД), Союз демократичних сил (СДС)) за результатам виборів 2007 року. Раніше, з 1999 року кметом був Іван Піров (Болгарська соціалістична партія (БСП)), а до нього, з 1995 року — Стоян Іванов (Народний союз).